# Chris Farley
Christopher Crosby „Chris” Farley (Madison, Wisconsin, 1964. február 15. – Chicago, Illinois, 1997. december 18.) amerikai színész, komikus.  Híres volt harsány, energikus stílusáról. A chicagói Second City társulat tagjaként kezdte karrierjét, 1990 és 1995 között a Saturday Night Live tagja volt, majd filmes karrierbe kezdett. Olyan vígjátékokban szerepelt, mint a Csúcsfejek (1993), a Tommy Boy (1995), a Fekete bárány (1996), a Beverly Hills-i nindzsa (1997), valamint a halála után évben, 1998-ban bemutatott Hajszál híján hősök és Bérbosszú Bt. – Megfizetünk, ha megfizetnek.
Színészkarrierje során állandó egészségügyi problémák györtörték elhízása miatt, melyet csak súlyosbított drogfüggősége. Mindössze 33 éves korában hunyt el, túladagolás következtében.

## Élete

### Korai évei
1964. február 15-én született a Wisconsin állambeli Madisonban, annak is a Maple Bluff nevű városrészében. Apja, Thomas John Farley Sr. (1936-1999) egy olajtársaság tulajdonosa volt, anyja, Mary Anne Crosby pedig lakberendező. Négy testvére született: Tom Jr., Kevin, John és Barbara. Unokatestvére, Jim Farley a Ford Motor Company volt vezérigazgatója.
A Farley család ír katolikus származású, ennek megfelelően Chris Farley egyházi iskolákban végezte tanulmányait. A nyarakat a wisconsini Minocque városkájának nyári táborában töltötte. 1986-ban végzett a Marquette Egyetemen, színház és kommunikáció szakon. Egyetemi évei alatt rögbizni kezdett, és ekkor keltette fel figyelmét a komédia világa.
Tanulmányainak befejezését követően apjának cégénél helyezkedett el. A madisoni színház improvizációs társulatának előadását látva tetszett meg neki a műfaj. Chicagóba ment, ahol először az Improv Olympic, majd a híres Second City társulat tagja lett (egyazon napon, mint Stephen Colbert), kezdetben  a társulat turnézó csoportjában. 1989-ben aztán a színházi fellépések állandó tagja lett.
Karrierje során, testalkata ellenére, főként a nagyobb fizikai tevékenységet igénylő, akrobatikus mutatványokat is bemutató humorizálásról híresült el.

### Saturday Night Live
1990-ben Chris Rock mellett ő volt a Saturday Night Live műsorának egyik új szereplője. Gyakran szerepelt együtt Adam Sandlerrel, Tim Meadows-szal, Rob Schneiderrel, és David Spade-del. A csapat hamarosan az "SNL Rosszfiúi" becenevet kapta.
A Farley által alakított visszatérő karakterek közül népszerű volt Matt Foley, a harsány és túlmozgásos motivációs tréner, akinek karakterét még Bob Odenkirk alkotta meg, amikor ő és Farley együtt játszottak a Second Cityben. Nevét egyik barátjától kölcsönözte, aki később katolikus pap lett - eleinte kísérletezett többféle névvel, de úgy vélte, hogy ez illik leginkább a karakterhez. Bizonyos tulajdonságait az egyetemi rögbicsapattársaktól vette át, az apjától pedig azt a hanghordozást, amit akkor használt, amikor Foley mérges volt. Másik ismert karaktere Todd O'Connor volt, aki a "Bill Swerski's Superfans" jelenetekben bukkant fel (ez egy csapat sztereotipizált chicagói fiatalról szólt). Emellett alakított chippendale-aspiránst is, egy híres jelenetben, amibe belevonta a műsor sztárvendégét, Patrick Swayze-t is; de alakított konyhásnénit, kommentált a Weekend Update szekcióban, sőt saját magát is a "The Chris Farley Show" című talkshow-paródiákban.
Számos karaktert hozott magával a Second City-s időszakból. Jól tudta parodizálni Tom Arnoldot (aki később beszédet mondott Farley temetésén), Andrew Giuliani-t, Jerry Garciát, Meat Loaf-ot, Norman Schwarzkopfot, Dom DeLuise-t, Roger Ebert-t, Carnie Wilsont, Newt Gingrich-et, Mindy Cohn-t, Mama Cass-t, Hank Williams Jr.-t, és Rush Limbaugh-t.
Adáson kívül is híres volt arról, hogy állandóan viccelődött a stábtagokkal. Sandler és Farley egy időben telefonbetyárkodtak a Saturday Night Live-nak is otthont adó Rockefeller Centerből, melyek során Farley rendszeresen beleszellentett a telefonba, vagy az utcán a pucér hátsó felét mutogatta kifelé egy limuzin hátsó üléséről, továbbá egy alkalommal kiszékelt az épület 17. emeletéről. Gyakran pucérkodott is, egy alkalommal "A bárányok hallgatnak" című film Buffalo Bill-jének hírhedt jelenetét figurázta ki. Chris Rock meg is jegyezte egy interjúban, hogy valószínűleg többet látta Farley nemi szervét, mint Farley barátnője maga. A SNL-karriernek 1995-ben lett vége, amikor őt és Adam Sandlert is kirúgták.

### Filmes karrier
Már a Saturday Night Live-ban szereplés idején is felbukkant filmekben: a "Wayne világa", a "Csúcsfejek" és a "Pancserock" című alkotásokban, illetve a "Billy Madison - A dilidiák"-ban is felbukkant, habár a stáblistára nem került fel a neve. A Red Hot Chili Peppers "Soul To Squeeze" című videoklipjében is szerepelt, ami a "Csúcsfejek" egyik betétdala volt.
A SNL-szereplés végén úgy döntött, hogy a filmes karrierjét próbálja egyengetni. Első filmjei voltak a "Tommy Boy" és a "Fekete bárány", mindkettőben David Spade-del együtt szerepelt. Ezek sikeres filmek voltak, főként a videós kiadásaik kerültek kult-státuszba. Ezeknek köszönhetően kínálták fel neki a "Beverly Hills-i nindzsa" főszerepét, ami szintén egy sikeres film lett. Utolsó két filmje azonban már csak posztumusz jelenhetett meg: a "Hajszál híján hősök" és a "Bérbosszú Bt.".

### Befejezetlen munkái
Eredetileg Farley kölcsönözte Shrek karakterének hangját, aminek 85-95 százalékát már rögzítette is a halálakor. A film készítői úgy érezték, nem lenne helyénvaló felhasználni a hanganyagot a filmhez, ezért Mike Myers-szel újra felvették az egészet. Egy rövid videó, amelyben hallható Farley mint Shrek, 2015-ben kikerült az internetre. Az ő alakításában Shrek kevésbé lett volna zsörtölődős, és hiányzott a skót akcentus is.
Szerepet kapott volna a "Dínó" című animációs filmben is, ahol egy Sorbus nevű tériszonyos brachioszauruszt alakított volna. Halála miatt a karaktert átírták, és egy Baylene nevű idős brachioszaurusz hölgy lett, akit Joan Plowright személyesített meg.
Szerepelt volna az ekkor még tervben lévő harmadik Szellemirtók-filmben, ahol egy új trió küzdött volna meg a pokol túlnépesedésével. Szintén felmerült, hogy ő játszhatta volna el Alsógatyás Kapitány szerepét, amennyiben a népszerű gyerekkönyv-sorozatból elkészítették volna akkor a sorozatváltozatot.
Halálakor éppen tárgyalásban volt arról, hogy Vince Vaughn oldalán szerepelne a "The Gelfin" című, soha el nem készült vígjátékban, és egy Fatty Arbuckle önéletrajzi filmben. Eredetileg "A kábelbarát" című film főszerepét is ráosztották, de egyéb elfoglaltságai miatt nem tudta vállalni. Szintén szerepet kapott volna a "Tökös tekés" című filmben, de a Paramount kérésére le kellett mondania, hogy inkább a "Fekete bárány"-ban szerepelhessen (szerepét Randy Quaid kapta meg)
Érdeklődését fejezte még ki John Kennedy Toole "Tökfilkók szövetsége" című könyvének megfilmesítése iránt. Továbbá ő is szerette volna eljátszani a főszerepet az "Atuk" című filmben, amit Mordecai Richler novellájából készítettek volna. Egyik film sem készült el, sőt mindkettőnek évtizedek óta tervezik a megfilmesítését, de soha nem kerül rá sor - különösen az utóbbi esetében tartja magát egy városi legenda, hogy átok ül rajta, mert akik eddig elvállalták a főszerepet, azok kivétel nélkül mind meghaltak (John Belushi, John Candy, Sam Kinison, Phil Hartman, Michael O'Donoghue, és maga Farley is).

## Függősége és halála
Farley felnőttkorában alkoholista és kábítószerfüggő lett, ami miatt rendszeresen kimaradozott a Saturday Night Live adásaiból. Bernie Brillstein menedzser számtalan alkalommal küldte őt elvonóra.
1997-ben Farley egészsége jól láthatóan megromlott. Ebben az évben vendégszerepelt a Nickelodeon "Sok hűhó" című műsorában, ahol Kenan Thompsonnal együtt játszott, mint Farley séf. A jelenet forgatása gond nélkül lezajlott, de Farley egyáltalán nem volt olyan mozgékony, mint amiről korábban híres volt. Ráadásul láthatóan erőlködött, és hörögve vette a levegőt.
1997. október 25-én jelent meg utoljára a Saturday Night Live adásában, ezúttal mint műsorvezető. A nyitójelenetben Lorne Michaels szabadkozott amiatt, hogy Farley nem képes ellátni a műsorvezetői szerepet, Tim Meadows pedig nyugtatta, hogy minden rendben lesz, összeszedett és el tudja látni a feladatát, vége a bulizós napjainak. Chevy Chase mint Farley "szponzora" jelent meg a jelenetben. Farley hörgő hangja és felpüffedt arca nagy feltűnést keltett - a hörgés a hangszálainak megerőltetése miatt keletkezett, és annyira kimerült volt, hogy a producerek majdnem lefújták a vendégszereplését. A produkciója annyira problémás volt, hogy a későbbi ismétlésekből és a streaming-en elérhető változatokból is kivették, amire csak egy alkalommal, Steven Seagal 1991-es műsorvezetésekor került korábban sor. Életének utolsó éveiben összesen 17 alkalommal kellett orvosi kezelésben részesíteni a túlsúlya és a drogproblémái miatt.
1997. december 18-án, öccse, John talált rá holtan chicagói otthonában. Mindössze 33 éves volt. A boncolás adatai szerint Farley kokain és morfin túladagolásában halt meg, amit köznapi nyelven "speedball"-nak neveznek. Elhízásából adódóan érelmeszesedéssel is küzdött, ami szintén szerepet játszott a halálában. Temetését december 23-án tartották szülővárosában, amin körülbelül ötszázan vettek részt. Jelen volt Dan Aykroyd, Adam Sandler, Chris Rock, Rob Schneider, Lorne Michaels, Al Franken, John Goodman, Bob Odenkirk, Tim Meadows, Robert Smigel, George Wendt, és Phil Hartman. Az egyetlen feltűnő hiányzó David Spade volt, ami miatt felröppent a pletyka, hogy talán megromlott a viszonya Farleyval a halála előtt. Spade ezt később következetesen tagadta és azt mondta, hogy azért nem ment el, mert érzelmileg nagyon megterhelő lett volna számára.

## Öröksége
Chris Farley karrierjét, magánéletét és halálát sokszor hasonlítják példaképéhez, John Belushihoz, aki szintén 33 évesen halt meg, hasonló drogtúladagolásban.
2005. augusztus 26-án posztumusz csillagot kapott a Hollywood Walk of Fame-en. Testvére, Tom Jr. és Tanner Colby "The Chris Farley Show" címmel írták meg az önéletrajzát. A Red Hot Chili Peppers "Purple Stain" című számában emlékezett meg Farleyról.
2015-ben "I Am Chris Farley" címmel dokumentumfilm készült az életéről, 2016-ban pedig a Reelz csatorna a "Boncolás: Chris Farley utolsó órái" című műsorban dolgozta fel halálának körülményeit.
2018-ban Adam Sandler a Netflixen bemutatott stand up-estjén emlékezett meg róla (Adam Sandler: 100% Fresh), és egy dalt adott elő az emlékére. Halálának 21. évfordulóján a Netflix elérhetővé tette a dalt a YouTube-on is, illetve a 2019. május 4-én bemutatott Saturday Night Live-ban sandler újra előadta.

## Filmográfia

### Film
Posztumusz megjelenés
| Év   | Magyar cím                                  | Eredeti cím         | Szerep                      | Magyar hang     |
| ---- | ------------------------------------------- | ------------------- | --------------------------- | --------------- |
| 1992 | Wayne világa                                | Wayne's World       | biztonsági őr               | Kránitz Lajos   |
| 1993 | Csúcsfejek                                  | Coneheads           | Ronnie a szerelő            | Kerekes József  |
| 1993 | Wayne világa 2.                             | Wayne's World 2     | Milton                      | Bata János      |
| 1994 | Pancserock                                  | Airheads            | Wilson rendőr               | Kardos Gábor    |
| 1994 | Pancserock                                  | Airheads            | Wilson rendőr               | Pálfai Péter    |
| 1995 | Billy Madison – A dilidiák                  | Billy Madison       | buszsofőr (cameoszerep)     | Bata János      |
| 1995 | Tommy Boy                                   | Tommy Boy           | Thomas "Tommy" Callahan III | Kerekes József  |
| 1996 | Fekete bárány                               | Black Sheep         | Michael "Mike" Donnelly     | Kerekes József  |
| 1997 | Beverly Hills-i nindzsa                     | Beverly Hills Ninja | Haru                        | Józsa Imre      |
| 1998 | Hajszál híján hősök                         | Almost Heroes       | Bartholomew Hunt            | Koroknay Géza   |
| 1998 | Bérbosszú Bt. – Megfizetünk, ha megfizetnek | Dirty Work          | Jimmy No-Nose               | Gesztesi Károly |
| 1998 | Bérbosszú Bt. – Megfizetünk, ha megfizetnek | Dirty Work          | Jimmy No-Nose               | Kapácsy Miklós  |

### Televízió
| Év        | Cím                    | Szerep               | Megjegyzések |
| --------- | ---------------------- | -------------------- | ------------ |
| 1990–1995 | Saturday Night Live    | több szereplő        | 100 epizód   |
| 1992      | The Jackie Thomas Show | Chris Thomas         | 1 epizód     |
| 1993      | The Larry Sanders Show | önmaga               | 1 epizód     |
| 1993      | Roseanne               | férfi a ruhaüzletben | 1 epizód     |
| 1994      | Tom                    | Chris                | 1 epizód     |
| 1997      | Sok hűhó (All That)    | Farley séf           | 1 epizód     |
| 1997      | Saturday Night Live    | önmaga (házigazda)   | 1 epizód     |

## Fordítás
- Ez a szócikk részben vagy egészben  a   Chris Farley című angol Wikipédia-szócikk ezen változatának fordításán alapul.  Az eredeti cikk szerkesztőit annak laptörténete sorolja fel. Ez a jelzés csupán a megfogalmazás eredetét és a szerzői jogokat jelzi, nem szolgál a cikkben szereplő információk forrásmegjelöléseként.